# Avon Inflatables

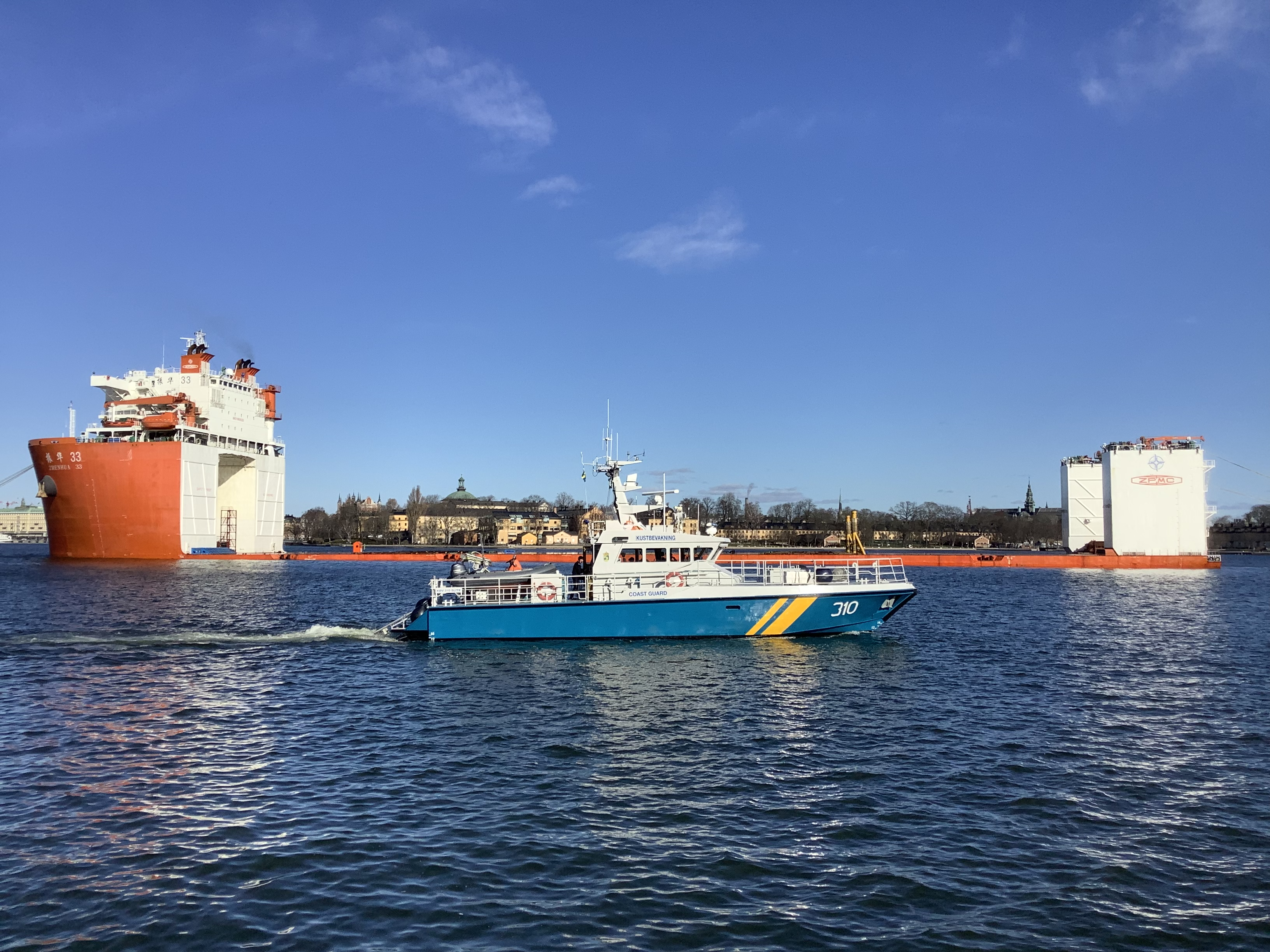
KBV 310 med en Avon Searider på däck

Avon Inflatables tidigare del av Avon Rubber, var en tillverkare av gummi- och ribbåtar i Dafen, nära Llanelli i Wales. 
Ribbåtskonstruktionen utvecklades under dess rektor Desmond Hoare på Atlantic College i Wales i samarbetet med Royal National Lifeboat Institution. Den patenterades av Hoare 1969, ett patent som han donerade till räddningssällskapet. Avon Rubber India Company Ltd tillverkade ribbåtar från 1969 under namnet "Avon Searider", till en början en fyra meter lång modell, först med skrov i plywood och från 1974 i glasfiberarmerad plast.
Avon Inflatables var till 1994 en del av Avon Rubber, då det avknoppades som eget företag och såldes till franska Zodiac Aerospace. Det ingick från 2007 i Zodiac Marine and Pools, senare Zodiac Marine. År 2018 gick Zodiac Marine samman med spanska Fluidra under namnet Fluidra. 
Sjöräddningssällskapet har ett antal 5,4 meter långa Avon Searider ribbåtar.